# Emilie Tomanová
Pour les articles homonymes, voir Tomanová.
Emilie Tomanová, née Matošková (23 janvier 1933 à Prague - 16 mars 1994 à Prague) est une artiste peintre et graveuse tchèque.

## Biographie
Elle expérimente plusieurs techniques dont les eaux-fortes, la pointe-sèche, la lithographie ainsi que d'autres techniques de la gravure. Son travail est inspiré de sa propre vie et de ses sentiments intérieurs. 
Elle est diplômée de la Prague State Graphic School et de l'Académie des beaux-arts de Prague. Elle expose dans plusieurs pays: République tchèque, Allemagne, Belgique, Hongrie, États-Unis, Thaïlande, etc. Elle remporte plusieurs prix dans divers concours. En France, en 1966, elle reçoit le prestigieux prix Noir et blanche et reçoit une médaille pour la diffusion de la culture artistique tchèque à l'étranger. Elle est décédée le 16 mars 1994 à Prague.   

## Œuvres
- La Carte, 1965, eau-forte, 50 exemplaires, Musée national des beaux-arts du Québec[1]
- Le Cirque, vers 1965, eau-forte, 50 exemplaires, Musée national des beaux-arts du Québec
- Le Jardin, vers 1965, eau-forte, 50 exemplaires, Musée national des beaux-arts du Québec
- Bouquet d'Erbenova (gravure), (1978-1981)
- Rusalka (1982)
- Rêveurs (1981)
- Souvenirs (1982)
- Maison (1984–85)
- Île de Sindibad, jardin d'Eden, tour de Babel, phare, 1988-1991